# Operazione Wellhit
Operazione Wellhit fu il nome in codice dell'attacco sferrato, il 17 settembre 1944, dalle forze degli Alleati al porto fortificato di Boulogne-sur-Mer in Francia, nel corso degli scontri del fronte occidentale della seconda guerra mondiale.
Gli Alleati necessitavano di scali portuali lungo la costa del canale della Manica per alimentare la loro avanzata fuori dalla Normandia e alla volta della Germania nazista, e la 3rd Canadian Division del generale Daniel Spry fu quindi inviata a catturare lo scalo di Boulogne sulla costa del canale; il porto era difeso da una numerosa guarnigione tedesca al comando del generale Ferdinand Heim, ma le fortificazioni erano incomplete dal lato di terra e i soldati profondamente demoralizzati. Appoggiati dai veicoli corazzati speciali della 79th Armoured Division britannica, i canadesi iniziarono gli assalti a Boulogne il 17 settembre, espugnando rapidamente le fortificazioni che cingevano la città; Heim e gli ultimi difensori tedeschi si arresero quindi il 22 settembre.

## Antefatti

### La fortezza Boulogne
Boulogne fu uno dei numerosi porti della Manica a essere nominato, il 4 settembre 1944, come "fortezza" da Adolf Hitler: l'idea era che queste sarebbero state città pesantemente fortificate e presidiate da truppe tedesche impegnate a combattere fino alla fine, in modo da negare agli Alleati fuoriusciti dalla testa di ponte in Normandia l'uso delle strutture portuali e da tenere impegnati i reparti nemici almeno in un ruolo di contenimento. In pratica, nel 1944 le difese terrestri di Boulogne erano incomplete; molte delle sue truppe di guarnigione erano di seconda categoria, demoralizzate dal loro isolamento e dall'evidente incapacità della Wehrmacht di salvarle o supportarle. Alla fine, nessuno dei punti fortificati attorno alla città combatté fino alla fine, preferendo arrendersi quando si trovò di fronte a forze preponderanti; il comandante della guarnigione, il generale Ferdinand Heim, aveva del resto una valutazione realistica della situazione che si trovava ad affrontare.
La città e il porto di Boulogne sono situati alla foce del fiume Liane, che scorre con andamento nord-nord-ovest fino al mare che si trova a nord-ovest del centro abitato. Il Liane divide in due l'area urbana, con il lato occidentale che forma un'alta penisola di 76 metri tra il fiume e la costa. Un terreno elevato circonda la città, con altezze prominenti che erano state fortificate nel corso dei secoli. Le fortificazioni e le batterie di artiglieria più significative erano a La Tresorerie, nell'entroterra vicino Wimereux e a 4,8 chilometri a nord del centro; a Mont Lambert, 3,2 chilometri a est del centro della città; a Herquelingue, 4 chilometri a sud-est della città, oltre a varie fortificazioni a sud di Outreau sulla penisola. Heim era stato nominato comandante solo poche settimane prima che Boulogne fosse isolata dall'avanzata degli Alleati attraverso la Francia settentrionale. Le fortificazioni costiere erano forti ma poco era stato fatto dal lato rivolto verso terra, a parte alcune difese campali costruite in fretta. Al generale fu ordinato di creare una zona fortificata difensiva considerevole, ma non aveva né gli specialisti né le risorse per riuscirci; come ebbe modo di dire: «Ho semplicemente messo un grande cerchio rosso sulla mia mappa per mostrare che le costruzioni erano state teoricamente eseguite».

### Piani degli Alleati
L'avanzata alleata alla volta della Germania nazista dipendeva dai rifornimenti fatti affluire al fronte, azione che era seriamente limitata dalla mancanza di porti adeguati dove sbarcare i materiali. Boulogne non poteva essere semplicemente assediata fino alla resa generale delle forze tedesche: il porto era troppo importante come punto di scarico dei rifornimenti. Il compito di impossessarsi degli scali portuali della Manica fu affidato alla First Canadian Army del generale Harry Crerar; la vulnerabilità di Boulogne non fu apprezzata da Crerar, che giudicò piuttosto che per prendere la città sarebbe stato necessario un assalto su larga scala, supportato da pesanti bombardamenti da terra, aria e mare e con l'impiego di veicoli corazzati specializzati. Crerar desiderava anche essere certo del successo, per mantenere lo slancio dell'avanzata dopo la caduta di Le Havre il 12 settembre precedente e mantenere la pressione psicologica sulle guarnigioni tedesche delle fortezze rimanenti a Calais, Dunkerque e altrove.
La 3rd Canadian Division del generale Daniel Spry aveva sperato di catturare Boulogne di slancio durante la sua avanzava lungo la costa della Manica, ma fu fermata dalle fortificazioni tedesche a 8 chilometri dalla città e si preparò per un assalto attentamente pianificato. I preparativi per l'attuazione dell'attacco a Boulogne (nome in codice "operazione Wellhit") furono limitati dalla difficoltà di spostare le munizioni per l'artiglieria dalla Normandia e da Dieppe, e dalla necessità di completare prima l'operazione Astonia, ovvero l'assedio di Le Havre, in modo da rendere disponibili ulteriori mezzi corazzati e cannoni. I canadesi ottennero informazioni utili sulle difese tedesche attraverso i racconti dei civili evacuati (circa 8000 abitanti di Boulogne furono espulsi dai tedeschi prima dell'inizio del blocco della città) e con l'aiuto delle cellule locali della Resistenza francese.
Furono fatti tentativi, tramite bombardamenti aerei e di artiglieria, per indebolire preliminarmente le difese tedesche. Fu anche sferrato un grande bombardamento negli ultimi novanta minuti prima dell'assalto iniziale, impiegando diverse centinaia di bombardieri pesanti e medi e uno "sbarramento strisciante" da parte dell'artiglieria terrestre. Questo tentativo di distruzione delle difese fu sorprendentemente inefficace: Heim disse che «tra il personale, le vittime furono quasi trascurabili» e che le installazioni permanenti subirono pochi danni; i crateri delle bombe si rivelarono invece un grande ostacolo per i veicoli corazzati che supportavano gli attacchi della fanteria. Le valutazioni canadesi successive alla battaglia, comunque, notarono che all'interno dell'area del bombardamento i progressi furono significativamente più rapidi che altrove, a causa dell'impatto psicologico che il cannoneggiamento ebbe sui difensori.
Lo schema dell'attacco prevedeva che le difese settentrionali e meridionali sarebbero state contenute o distratte mentre l'attacco principale si sarebbe spinto dentro Boulogne da est. Poiché l'artiglieria tedesca a La Tresorerie rappresentava una minaccia per l'assalto principale, un attacco del North Shore Regiment distaccato dall'8th Canadian Infantry Brigade sarebbe stato sferrato qui prima dell'attacco principale. Nell'attacco principale, due brigate di fanteria sarebbero avanzate parallelamente alla strada principale da La Capelle a est: l'8th Canadian Infantry Brigade (composta dai reggimenti Le Régiment de la Chaudière e Queen's Own Rifles of Canada) sarebbe stata a nord della strada mentre la 9th Canadian Infantry Brigade (con lo Stormont, Dundas e Glengarry Highlanders e il North Nova Scotia Highlanders) sarebbe stata a sud di essa. Una volta catturata l'area urbana principale, l'8th Brigade avrebbe ripulito l'area attorno a Wimille, Wimereux e Fort de la Crèche e la 9th Brigade avrebbe ripulito la penisola di Outreau.

## La battaglia

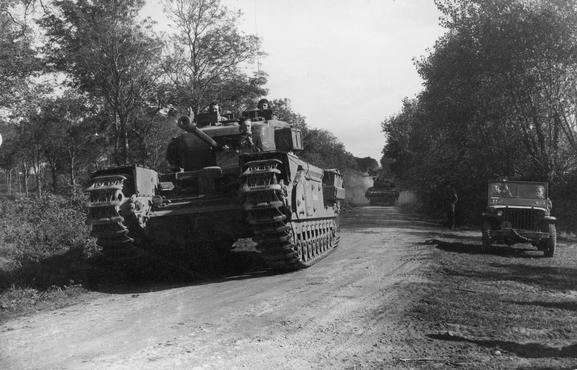
Un carro armato Mk IV Churchill della 79th Armoured Division in marcia durante gli scontri a Boulogne

Iniziati la mattina del 17 settembre 1944, gli attacchi principali procedettero bene per i canadesi. In entrambi gli assi di avanzata, la fanteria venne trasportata su veicoli corazzati Kangaroo, riducendone la vulnerabilità. L'8th Brigade catturò Rupembert e la sua installazione radar intatta, e consolidò le sue posizioni a Marlborough a circa 1,6 chilometri a nord-ovest del centro della città. Mont Lambert era stimato da entrambe le parti come la chiave difensiva per Boulogne: l'avanzata iniziale della 9th Brigade era stata rapida, ma una volta che i difensori tedeschi dell'altura si erano ripresi dai bombardamenti offrirono una difesa efficace impiegando artiglieria e mitragliatrici. Una volta che i percorsi attraverso i campi minati difensivi furono sgomberati, tuttavia, per i canadesi fu disponibile il supporto corazzato dei carri armati del Fort Garry Horse e dei mezzi speciali Armoured Vehicle Royal Engineers (AVRE) e Churchill Crocodile della 79th Armoured Division britannica. Gran parte di Mont Lambert cadde sotto il controllo canadese al calar della notte; la cattura di La Tresorerie si rivelò più difficile del previsto (l'attacco iniziale fu ostacolato da un campo minato), ma l'artiglieria tedesca qui appostata non interferì con gli attacchi principali dei canadesi.
Nel corso del 18 settembre i cannoni tedeschi a La Tresorerie furono catturati dal North Shore Regiment, e gli altri due reggimenti dell'8th Brigade fecero progressi nei sobborghi e sulle colline a nord della città. I North Nova Scotia della 9th Brigade espugnarono finalmente Mont Lambert alle 11:00; la perdita di questa piazzaforte, secondo il generale Heim, «avrebbe reso impossibile la difesa del porto». I Glengarry Highlanders, supportati dagli AVRE, si spinsero oltre St Martin fino alla città alta (o cittadella) di Boulogne: questa zona occupa una posizione dominante sopra il porto ed era (ed è ancora) interamente circondata da spesse mura medievali in muratura, con un fossato asciutto in alcuni punti. Mentre i canadesi si preparavano all'assalto con gli AVRE, un civile francese scoprì un passaggio segreto e un plotone fu portato sotto le mura. Nello stesso momento, il fuoco dei carri armati e la demolizione delle porte convinsero i difensori tedeschi ad arrendersi. Una compagnia dei North Nova Scotia, supportata da mezzi corazzati, irruppe attraverso il corso del fiume Liane nel centro della città e il battaglione di riserva, l'Highland Light Infantry of Canada (HLI), si mosse attraverso le posizioni dei Glengarry Highlanders fino al fiume; i ponti sul Liane erano stati parzialmente distrutti, impedendo un'avanzata immediata sul lato occidentale. Più tardi, l'HLI attraversò d'assalto il corso d'acqua sotto la protezione del fuoco di tutte le armi pesanti disponibili. Durante la notte vennero effettuate riparazioni improvvisate su un ponte e, alla luce del giorno successivo, i mezzi da trasporto leggeri erano dall'altra parte del fiume.
Una volta superato il Liane, la 9th Brigade si spostò a sud lungo la riva occidentale del fiume e i Glengarry Highlanders presero il sobborgo di Outreau. La 9th Brigade finì sotto un pesante fuoco proveniente da una posizione fortificata tedesca (nome in codice Buttercup) collocata in cima alla penisola tra il fiume e il mare; uno stretto coordinamento tra l'avanzata della fanteria e lo sbarramento strisciante dell'artiglieria permisero di prendere la piazzaforte quello stesso 19 settembre. La riserva divisionale della 3rd Division canadese, i Cameron Highlanders of Ottawa, completò con successo un assalto alle alture di Herquelingue, a sud-est della città e a est del fiume, durante la notte tra il 18 e il 19 settembre; una grande forza tedesca era rimasta nascosta nei tunnel sotto le fortificazioni e dovette essere snidata separatamente il 20 settembre. Nel settore settentrionale, il North Shore Regiment dell'8th Brigade si mosse contro Wimille e l'insediamento costiero di Wimereux. La presa della fortezza di Fort de la Crèche fu responsabilità dei Queen's Own Rifles e del Régiment de la Chaudière. Fort de la Crèche era pesantemente difeso e presidiato da alcune delle migliori truppe a disposizione del generale Heim; per proteggere le attività canadesi altrove, il forte venne avvolto da una cortina fumogena da parte degli Alleati.
Nel corso del 20 settembre i North Nova Scotia avevano continuato la loro avanzata lungo la riva occidentale del fiume per catturare St Etienne, di fronte a Herquelingue. Poi attraversarono la penisola e si mossero verso nord per occuparsi delle aree costiere difese di Nocquet, Ningles e Le Portel, mentre i Cameron Highlanders attraversarono il Liane e coprivano il fianco meridionale. Nella zona settentrionale, Wimille fu attaccata dall'8th Brigade e catturata la mattina seguente, schiacciando una dura opposizione. Il North Shore Regiment continuò le azioni a nord di Boulogne con un attacco alla città costiera di Wimereux, 4,8 chilometri a nord di Boulogne, limitando l'uso dell'artiglieria per ridurre al minimo le vittime civili. Le azioni contro Fort de la Crèche iniziarono con l'invio di pattuglie di ricognizione dei Queen's Own Rifles e del Régiment de la Chaudière, le quali incontrarono una forte resistenza; un attacco dei bombardieri del No 2 Group della Royal Air Force ridusse ben presto la volontà di combattere dei difensori tedeschi.
La cattura di Wimereux fu completata il 22 settembre, con gran sollievo della sua popolazione. La guarnigione scoraggiata di Fort de la Crèche si arrese ai Queen's Own Rifles dopo una breve azione e un bombardamento prima delle 08:00; i dintorni settentrionali di Boulogne erano ora tenuti dai canadesi. L'ultima resistenza sostanziale fu opposta alle due fortezze di Le Portel sulla penisola di Outreau. Un ultimatum che chiedeva la resa immediata fu trasmesso dagli altoparlanti e la guarnigione del forte settentrionale marciò fuori per arrendersi all'HLI poco prima della scadenza dell'ultimatum; questo lasciò isolato il forte meridionale, dove il generale Heim era acquartierato, il quale continuò a fare fuoco. I mezzi corazzati, compresi i carri Churchill Crocodile lanciafiamme, furono portati avanti e la guarnigione tedesca iniziò a distruggere i propri cannoni; un cessate il fuoco entrò in vigore alle 16:17. Alle 16:30 Heim fu segnalato come catturato e in marcia verso il quartier generale della 9th Brigade; un solitario cannone tedesco collocato sul frangiflutti del porto continuò a sparare ancora per un po' finché Heim non gli ordinò di fermarsi.

## Conseguenze
Una volta cessati gli spari, i civili francesi tornarono per rioccupare le loro case e la città tornò rapidamente alla vita. Le unità di soccorso civile canadese fornirono mense per i poveri, acqua e assistenza medica ai civili. Il porto di Boulogne dovette essere sgomberato da relitti, navi affondate e mine prima che potesse essere utilizzato. L'8th e la 9th Brigade canadesi furono immediatamente inviate a prendere d'assalto Calais e le batterie di artiglieria pesante tedesca a Cap Gris-Nez. Un gruppo di riparazione e costruzione portuale dell'esercito britannico arrivò per affrontare il lavoro di sgombero del porto; il 10 ottobre, nell'ambito della cosiddetta "operazione Pluto", fu posato un oleodotto da Dungeness in Inghilterra fino a Boulogne di là dalla Manica, ma il porto non fu aperto alla navigazione fino al 14 ottobre. La capacità aggiuntiva di Boulogne era urgentemente necessaria agli Alleati poiché, sebbene il più grande porto di Anversa fosse stato catturato il 4 settembre, questo non fu utilizzabile fino a quando gli accessi a esso non furono sgomberati al termine della battaglia della Schelda, che si concluse l'8 novembre; lo sminamento nella Schelda fu completato poi solo il 28 novembre.